# Sikanco
Sikanco is een bestuurslaag in het regentschap Cilacap van de provincie Midden-Java, Indonesië. Sikanco telt 4157 inwoners (volkstelling 2010).